# No Colours Records
No Colours Records es un pedido postal y un sello discográfico Alemán de Mügeln especializado en black metal.

## Antecedentes
No Colours Records suele sacar discos de Black metal, pero también ha sacado otros discos de metal extremo como thrash y death metal. Muchos de sus lanzamientos suelen ser discos y vinilos limitados. Aparte, el sello vende mercancía tales como camisetas y parches.
Las bandas más famosas del sello son Inquisition, Graveland y Nargaroth. No Colours ha lanzado también muchos de los proyectos paralelos de Rob Darken, tales como Lord Wind e Infernum. Además de bandas neonazis como Thor's Hammer de Polonia, el sello ha tenido muchas bandas apolíticas como Wigrid y Suicidal Winds, por lo que muchos están en contra de su calificación de nazis.

## Historia
Steffen Zopf fundó No Colors Records en 1993 como un sello y un pedido postal para los discos y la mercancía de black metal. Entre sus primeros lanzamientos están el primer álbum de Dimmu Borgir, For All Tid y la mayoría de los lanzamientos de Graveland después de su salida de Lethal Records. 
En 1996, el sello lanzó tuvo a Absurd y los álbumes debut de Falkenbach. Asgardsrei, Un EP de Absurd también fue financiado por Zopf pero lanzado bajo el nombre de "IG Farben Production". 
En 1999, Nargaroth, otra polémica banda de black metal, firmó con el sello. El 6 de octubre de 1999, hubo un allanamiento por parte de la policía alemana. Además del sello, las producciones de Christhunt, y Darker Than Black -ekl sello anterior de los miembros de absurd Hendrik y Ronald Möbus -  fueron también asaltadas. 
En 2003, la banda de black metal finlandesa Satanic Warmaster firmó con No Colors Records.
En el año 2004 la banda estadounidense / colombiana Inquisition firmó con No colours records. Más tarde, éstos se separaron del sello.
La banda nacional-socialista Nokturnal Mortum firmó en 2005.

## Recepción
Rock Hard (revista)  y Searchlight consideran a No Colours como un sello que apoya a la escena NSBM. Los medios de comunicación alemanes también informaron sobre el sello mientras informaban sobre los ataques de la mafia que ocurrieron el 19 de agosto de 2007.  El diario alemán Die Tageszeitung (TAZ) informó que el sello fue recomendado como un "pedido por correo nacional" en un foro de internet nazi. 